# Чуяко, Юнус Гарунович
Юнус Гарунович Чуяко (27 июля 1940, аул Гатлукай, Теучежский район, Адыгея — 30 июня 2020) — адыгейский писатель, народный писатель Республики Адыгея. Заслуженный работник культуры Российской Федерации.

## Биография
Родился 27 июля 1940 года в ауле Гатлукай Теучежского района Адыгеи.
В 1962 году окончил Адыгейское педагогическое училище. Работал воспитателем детского дома, учителем в школе, служил в Советской Армии.
После Армии Юнус Гарунович работал слесарем, секретарём комсомольской организации в профессионально-техническом училище № 17 Майкопа.
В 1975 году окончил факультет журналистики Ростовского государственного университета. Член Союза писателей СССР.
С 1970 года Ю. Г. Чуяко работает собственным корреспондентом, заведующим отделом культуры и быта областной газеты «Социалистическэ Адыгей», редактором общественно-политических программ областного радиокомитета, главным редактором журнала «Зэкъошныгъ» («Дружба»), позже — детского журнала «Жъогъобын» («Созвездие»).

## Творчество
Стихи начал писать ещё в школьные годы. В середине 60-х годов Юнус Чуяко начал выпускать первые рассказы. Начиная с 1973 года, произведения писателя печатались в журналах «Зэкъошныгъ», «Литературная Адыгея», в сборниках повестей и рассказов «Мелодия далёких гор», «Iэлъынэр Iапэм пызырэп, е Зы шӏулъэгъу итхыд» («Кольцо не спадает с руки, или История одной любви»), «Млечный путь» и других изданиях как на адыгейском, так и на русском языках.
Юнус Чуяко — автор известных романов «Сказание о Железном Волке», «Милосердие Чёрных гор, или Смерть за Чёрной речкой», «Кавказская дилогия», «Красный дом».
Разработал новый в адыгской литературе эпический жанр — роман-плач (адыг. гъыбзе), классический образец которого представлен в его романе «Милосердие Чёрных гор, или Смерть за Чёрной речкой».

## Награды и премии
- Заслуженный работник культуры Российской Федерации
- Народный писатель Республики Адыгея
- Лауреат Государственной премии Республики Адыгея в области литературы
- Лауреат премии «Образ» Союза писателей России и «Роман-газеты»
- Почётный член Адыгской (Черкесской) международной академии наук (АМАН)[2]